# Makar Jevszevjevics Jevszevjev
Makar Jevszevjevics Jevszevjev (oroszul: Макар Евсевьевич Евсевьев, 1864. január 18. – 1931. május 10.) erza nemzetiségű polihisztor, aki Domokos Péter irodalomtörténész szerint „a mordvinok nemzeti tudatának alakításában, a mordvin nemzeti kultúra alapjainak megteremtésében a legtöbbet tette”.

## Élete és pályafutása
Malije Karmali (oroszul: Малые Кармалы; erza nyelven: Цярмун, Cjarmun) faluban született a Szimbirszki Kormányzóságban (ma Ibreszi járás, Csuvasföld), parasztcsaládban. 1872-ben kezdte meg az elemi iskolát, mely hét kilométerre volt szülőfalujától, és 1876-ban végezte el. 1878-ban felvételt nyert a kazáni idegennyelvi tanítóképzőbe, melyet 1883-ban kitűnő eredménnyel végzett el. 1898-tól vendéghallgató volt a Kazáni Egyetem bölcsészettudományi karán, 1900-ban végzett itt. 
Miután az idegennyelvi tanítóképzőt felszámolták, 1919-től hároméves mordvin tanárképző tanfolyamokat vezetett. Szükség volt erza és moksa nyelvű tankönyvekre, a két nyelv nyelvtanának rendszerezésére, és Jevszevjev ebben a munkában is aktívan részt vett. 1921-ben professzori címet kapott, a Kazáni Keleti Egyetemen oktatott mordvin nyelvet, irodalmat és néprajzot. 1922 és 1925 között a kazáni tanárképzőben oktatott, majd 1925 és 1930 között a Kazáni Kommunista Egyetemen. Ebben az időszakban a mordvin tanárok képzésével és továbbképzésével foglalkozott, tanfolyamokat, kurzusokat dolgozott ki. Mindemellett aktív néprajzi gyűjtőmunkát folytatott, publikált, történeti adatokat gyűjtött, sokat fordított mind erza, mind moksa nyelvre, aktívan tanulmányozta a két nyelv nyelvjárásait. 
Az 1960-as években a Mordvin Kutatóintézet öt kötetben publikálta a műveit.